# Leptostylopsis ornatus
Leptostylopsis ornatus là một loài bọ cánh cứng trong họ Cerambycidae.